# Джен Падова
Джен Падова (англ.  Gen Padova; нар. 2 серпня 1981) — американська порноакторка.

## Біографія
Падова — італо-американка, народилася і виросла в Південній Каліфорнії. Вона закінчила Каліфорнійський університет в Лос-Анджелесі зі ступенем бакалавра біохімії та бакалавра мистецтв за спеціальністю образотворчі мистецтва. Після закінчення університету чотири роки навчалася натуропатії. Падова — сертифікована фахівчиня з пілатесу, йоги і ліцензована масажистка, що спеціалізується на реабілітаційної терапії.
У 2000 році Падова вперше знялася в порнофільмі студії Fat Dog Productions в соло-сцені, будучи цнотливою. Після чого продовжила зніматися в подібних сценах різних студій, а через три місяці знялася в першій гетеросексуальної сцені у фільмі Extreme Teen 26. Першим фільмом, в якому вона виконала анальну сцену, став Penetration Virgins 15: D. P Initiation, де вона також виконала подвійне проникнення.
Джен Падова — племінниця рок-музиканта Ронні Джеймса Діо.

## Премії і номінації
- 2003 номінація на XRCO Award — Unsung Siren
- 2004 номінація на XRCO Award — Unsung Siren
- 2004 номінація на AVN Award — Best All-Girl Sex Scene in a Video (Double Booked — разом з Фелікс Вішис)[10]
- 2005 номінація на XRCO Award — Unsung Siren[11]